# ユキウサギ (アイドリング!!!の曲)
「ユキウサギ」は、日本の女性アイドルグループ・アイドリング!!!の楽曲。2014年12月24日にポニーキャニオンからリリースした、通算23枚目のシングル。楽曲の制作は、ギタリスト・松井亮太とwaioが共作した。

## 背景・制作
前作「キュピ♥」から、7ヶ月後に発表した23rdシングル。
前作のリリースから、後藤郁・菊地亜美がグループを卒業し、残るメンバー22人編成の楽曲となっている。また、清久レイアがリリース直前に急遽芸能界を引退し、翌春に長野せりな・伊藤祐奈がグループを卒業するため、各々が参加した最後のシングル作品である。
表題曲
楽曲は、J-POPユニット・ワカバの松井亮太（作詞・作曲）、スリーピースバンド・MinxZoneのwaio（作詞・編曲）の両ギタリストが共作した。両名は、20thシングル「サマーライオン」でもc/w曲「おひさまダーリン」を提供している。
表題は、氷雪などで作られたりする"雪うさぎ"をイメージしたもの。心の中に仕舞ったまま、募る想いを声に出せずにいる女性の淡く切ない恋心を綴った、季節感と可愛さの溢れる「アイドリング!!!史上、最高に“ピュアすぎる”ウィンターラブソング」と銘打っている。
メインボーカル
メインボーカルは、河村唯・長野せりな・酒井瞳・朝日奈央・三宅ひとみの2期生5人が務め、初めて2期生メンバーのみがピックアップされている。事前の決定事項だった訳ではなく、全メンバーの録音が終えた後に吟味した上で採用された。主要楽曲の分野で、朝日以外は 日陰の存在だったと語る2期生メンバーは、メインボーカルの座を射止めた喜びの想いを、各媒体で明かしている。
カップリング曲
「Wing」は、グループの楽曲制作に馴染みのソングライター leonn・日比野裕史のコンビが担当。同年5月から稼働したアイドリング!!!パチンコ台とタイアップした未収録曲だったが、改めて再録された。「恋のプレゼンター」「HoRoRi」は、睦月周平をはじめとする『ベリーグー』や『ファイブエイス』などの、音楽クリエーター事務所に所属するソングライター陣が制作した。
収録メンバー
c/w曲は、グループ内のユニット名義になっている。「Wing」は19歳以上のメンバー（O-19ing!!!）、「恋のプレゼンター」は18歳以下（U-18ing!!!）、「HoRoRi」はアイドリング!!!1期生（1st IDOLING!!!）が選抜されている。
| 楽曲                 | 収録CD     | メンバー |
| -------------------- | ---------- | --- |
| 「ユキウサギ」       | 全形態共通 | 下記メンバー22名 |
| 「Wing」             | 同上       | O-19ing!!!（外岡えりか・横山ルリカ・河村唯・長野せりな・酒井瞳・朝日奈央・三宅ひとみ・橘ゆりか・大川藍・伊藤祐奈・尾島知佳・関谷真由） |
| 「恋のプレゼンター」 | 初回盤A    | U-18ing!!!（橋本楓・倉田瑠夏・高橋胡桃・石田佳蓮・玉川来夢・清久レイア・古橋舞悠・橋本瑠果・佐藤麗奈・佐藤ミケーラ倭子）               |
| 「HoRoRi」           | 初回盤B    | 1st IDOLING!!!（外岡えりか・横山ルリカ）                                                                                               |

## リリース
シングルCDは初回盤A・B、通常盤の3形態でリリース。初回盤AにはDVDとトレーディングカードA（全22種の内ランダム1枚）、初回盤BにはBlu-ray Disc、通常盤の初回生産分にはトレーディングカードB（全22種の内ランダム1枚）の封入特典が付く。トレカの裏面には、各メンバーが描いたウサギのイラストがプリントされている。また、全形態の初回生産分に「イベント参加券」が封入されている。
特典企画
協力店舗でのみ先着購入者に「オリジナル・トレーディングカード（各店絵柄別）」を進呈する、コラボ企画を実施している。

## プロモーション
楽曲のプロモーションで、以下のメディアに出演した。
テレビ番組
- 魁!音楽番付〜EIGHT〜（2014年12月3・10・17日、フジテレビ）
- Kawaiian TV LIVE サタデー（2014年12月6日、Kawaiian TV）
- サキドリ!（2014年12月15日、MUSIC ON! TV） - MVオンエア
- ミューサタ（2014年12月19日、フジテレビ）
- BOMBER-E（2014年12月23日、メ〜テレ）
- ミカパング!!!〜フジテレビ冬フェスで「+(プラス)」になろうSP〜（2014年12月25日、フジテレビ）
- J-POPランキング（2014年12月27日、BS朝日）

配信番組
- 生のアイドルが好き（2014年12月22日、ニコニコ生放送）
- ニコラジ（2014年12月22日、ニコニコ生放送）
- ニコニコ本社で10時間MC〜ミモラ(ファン)もそうじゃない人もみんな「家-ウチ-へおいでよ」〜（2014年12月28日、ニコニコ生放送）

ラジオ番組
- 山浦・深谷のヨヂカラ!（2014年12月16日、東海ラジオ放送）
- Music Line（2014年12月16日、NHK-FM）
- ナガオカ×スクランブル（2014年12月16日、CBCラジオ）
- 妄想科学デパート AKIBANOISE（2014年12月17日、TOKYO FM）
- Slash&Burn（2014年12月23日、FM-FUJI）
- WOW!（2014年12月23日、ZIP-FM）
- The Nutty Radio Show おに魂（2014年12月24日、NACK5）
- リッスン? 〜Live 4 Life〜（2014年12月25日、文化放送）
- エンタメバラエティ THE☆ヒット情報（2014年12月26日、RKBラジオ）
- レコメン!（2014年12月29日、文化放送）
- 何でも聞かせてDX（2014年12月29日、FM AICHI）
- 火曜BEAST!!年末3.5時間SP（2014年12月30日、レインボータウンFM）
- おメガネDJのデリシャス・ミュージック（2014年12月31日、FM AICHI）
- BAY DREAM（2014年12月31日、FM Yokohama）
- お正月だよ!ま〜ないす!全員集合!!（2015年1月1日、FM AICHI）
- メガコンDJのおねだりミュージックアワー（2015年1月3日、FM AICHI）

主催イベント
発売前の握手会イベントが、以下の日時・場所で実施された。
- 「ユキウサギ」発売記念 握手会
2014年12月22日 東池袋ニコニコ本社 B2Fイベントスペース
2014年12月7日 六本木 泉ガーデンギャラリー
2014年11月29・30日 ベルサール新宿セントラルパーク
2014年12月27日 デザイン・クリエイティブセンター神戸 KIITOホール

その他
大手コンビニエンスストア『ファミリーマート』の店内放送「ファミラジ」とのキャンペーンを行った。2014年12月中旬から年内まで当楽曲がオンエアーされ、スマートフォン専用動画サイト「東京スキヤキTV 」のファミラジコーナーでは、ミュージック・ビデオが公開された。
プロモーションの一環として表題の「ユキウサギ」に因み、各メンバーが描いたウサギのイラストをそれぞれプリントした「乾杯マグカップ」を、2014年11月中旬に発売した。このイラストは、当シングルCDに付属する、特典トレーディングカードのプリントにも採用されている。

## アートワーク
ジャケット写真の割り振りは以下の通り。初回盤AはU-18ing!!!、初回盤BではO-19ing!!!メンバーのショットになっている。
ジャケット及びステージ衣装のデザインは、メンバー 三宅ひとみ・大川藍のアイデアが取り入れられている。すべて白を基調とし、ムートン調なアウターにメンバーそれぞれ異なる4種のインナー、手袋にウール系のスカートまたは短パン、紐付または紐無しのロングブーツを着用し、表題のユキウサギもしくは冬のテーマに沿ったデザインとなっている。
| 形態    | メンバー |
| ------- | --- |
| 初回盤A | 橋本楓・倉田瑠夏・高橋胡桃・石田佳蓮・玉川来夢・清久レイア・古橋舞悠・橋本瑠果・佐藤麗奈・佐藤ミケーラ倭子               |
| 初回盤B | 外岡えりか・横山ルリカ・河村唯・長野せりな・酒井瞳・朝日奈央・三宅ひとみ・橘ゆりか・大川藍・伊藤祐奈・尾島知佳・関谷真由 |
| 通常盤  | 上記メンバー22人 |

## ミュージック・ビデオ
リリースに先行して、楽曲のショートバージョンがYouTubeで無料公開されている。初回盤A・Bに付属するDVDやBDには、本編を含む2種のバージョンが収録されている。
劇中で歌詞の2番に当たる映像では、メインボーカルを務める河村唯・長野せりな・酒井瞳・朝日奈央・三宅ひとみの2期生5人が、中心的にフィーチャーされている。

## ライブ・パフォーマンス
発売記念イベント兼ねたミニライブが、以下の日時・場所で実施された。
- 「ユキウサギ」発売記念イベント
2014年12月23日 ラゾーナ川崎プラザ 2Fルーファー広場グランドステージ
2014年12月24日 フジテレビ本社屋　3F大階段下
2014年12月26日 マルイシティ渋谷 1F店頭プラザ
2014年12月27日 阪急西宮ガーデンズ 4Fスカイガーデン木の葉のステージ
2014年12月28日 ダイバーシティー東京プラザ 2Fフェスティバル広場

ライブイベント
楽曲は、2014年11月開催の「アイドリング!!!14thライブ」公演で初披露された。ほか定期公演をはじめ、以下各地イベントなどでライブ披露された。
- アイドリング!!!14thライブ『井の中のアイドリング!!! 大海でバタアシング!!!』（2014年11月24日、NHKホール）
- Kawaiian TV LIVE（2014年12月6日、新宿スタジオアルタ）
- スマイルスタジアム スタジオライブ（2014年12月20日、新潟総合テレビ）
- Kyushu Idol Summit NEXT Vol.2（2014年12月26日、北九州市あるあるCity）
- ニコはちライブ（2014年12月29日ほか、六本木ニコファーレ）
- TOKYO FM 夢のアイドルミュージアム2015（2015年1月10日、赤坂ブリッツ）

## メディアでの使用
収録曲は、以下のメディアで使用された。
「ユキウサギ」
- 新潟総合テレビ『スマイルスタジアム』2014年12月・2015年1月度エンディングテーマ

「Wing」
- 平和『CRドキッ!丸ごと水着 女だらけの水泳大会 アイドルだらけで困っちゃうング!!!』挿入歌

## シングル収録トラック
| #  | タイトル                         | 作詞           | 作曲       | 編曲       | 時間 |
| -- | -------------------------------- | -------------- | ---------- | ---------- | ---- |
| 1. | 「ユキウサギ」                   | 松井亮太、waio | 松井亮太   | waio       | 4:46 |
| 2. | 「Wing」(O-19ing!!!)             | leonn          | 日比野裕史 | 日比野裕史 | 5:06 |
| 3. | 「恋のプレゼンター」(U-18ing!!!) | ミズノゲンキ   | 睦月周平   | 睦月周平   | 4:15 |

| #  | タイトル                     | 作詞 | 作曲・編曲 |
| -- | ---------------------------- | ---- | ---------- |
| 1. | 「ユキウサギ」(Music Video)  |      |            |
| 2. | 「ユキウサギ」(Singing Ver.) |      |            |
| 3. | 「ユキウサギ」(MVメイキング) |      |            |

| #  | タイトル                   | 作詞             | 作曲             | 編曲             | 時間 |
| -- | -------------------------- | ---------------- | ---------------- | ---------------- | ---- |
| 1. | 「ユキウサギ」             | 松井亮太、waio   | 松井亮太         | waio             | 4:46 |
| 2. | 「Wing」(O-19ing!!!)       | leonn            | 日比野裕史       | 日比野裕史       | 5:06 |
| 3. | 「HoRoRi」(1st IDOLING!!!) | YASUSHI WATANABE | YASUSHI WATANABE | YASUSHI WATANABE | 5:15 |

| #  | タイトル                     | 作詞 | 作曲・編曲 |
| -- | ---------------------------- | ---- | ---------- |
| 1. | 「ユキウサギ」(Music Video)  |      |            |
| 2. | 「ユキウサギ」(Singing Ver.) |      |            |
| 3. | 「ユキウサギ」(MVメイキング) |      |            |
| 4. | 「おまけのユキウサギ」       |      |            |

| #         | タイトル                     | 作詞           | 作曲       | 編曲       | 時間  |
| --------- | ---------------------------- | -------------- | ---------- | ---------- | ----- |
| 1.        | 「ユキウサギ」               | 松井亮太、waio | 松井亮太   | waio       | 4:46  |
| 2.        | 「Wing」(O-19ing!!!)         | leonn          | 日比野裕史 | 日比野裕史 | 5:06  |
| 3.        | 「ユキウサギ」(Instrumental) |                |            |            | 4:46  |
| 4.        | 「Wing」(Instrumental)       |                |            |            | 5:06  |
| 合計時間: | 合計時間:                    | 合計時間:      | 合計時間:  | 合計時間:  | 19:53 |